# Piqued Jacks
Piqued Jacks is een Italiaanse band. In 2023 vertegenwoordigden ze San Marino op het Eurovisiesongfestival.

## Biografie
De groep werd in 2006 opgericht in Buggiano en bestaat uit E-King (zang, piano, synthesizer), Majic-o (gitaar), littleladle (basgitaar) en HolyHargot (drums). Begin 2023 nam Piqued Jacks deel aan de San Marinese preselectie voor het Eurovisiesongfestival. Met het nummer Like an animal won de groep de finale, waardoor het San Marino mocht vertegenwoordigen op het Eurovisiesongfestival 2023 in het Britse Liverpool. Ze kregen tijdens de halve finale nul punten en behaalden daarmee de zestiende plaats.
2008: Miodio · 
2011: Senit · 
2012: Valentina Monetta · 
2013: Valentina Monetta · 
2014: Valentina Monetta · 
2015: Michele Perniola & Anita Simoncini · 
2016: Serhat · 
2017: Valentina Monetta & Jimmie Wilson · 
2018: Jessika feat. Jenifer Brening · 
2019: Serhat · 
2021: Senhit feat. Flo Rida · 
2022: Achille Lauro · 
2023: Piqued Jacks · 
2024: Megara · 
2025: Gabry Ponte